# کریفات
کریفات (به فرانسوی: Krifate) یک شهرک در مراکش است که در استان فقیه بن صالح واقع شده‌است. کریفات ۳۴٬۱۰۳ نفر جمعیت دارد.